# Documenta X
Die 10. documenta, die documenta X (oder: dX als Symbol mit dem roten „X“ als römische „10“ hinter bzw. auf dem kleinen schwarzen „d“) fand vom 21. Juni bis 28. September 1997 unter der künstlerischen Leitung der Französin Catherine David in Kassel statt. Geschäftsführer der documenta und der Museum Fridericianum Veranstaltungs-GmbH war zum ersten Mal Bernd Leifeld.

Catherine David stellte an die documenta X den Anspruch, eine „Retroperspektive“ zu sein. Hinter dieser Wortschöpfung verbarg sich, dass die dX als letzte große Kunstausstellung des 20. Jahrhunderts einerseits eine Retrospektive sein sollte, also eine Rückschau, um „einen kritischen Blick auf die Geschichte, auf die jüngste Nachkriegsvergangenheit zu werfen und auf das, was davon die Kultur und die zeitgenössische Kunst umtreibt.“ (Catherine David im Vorwort zum Kurzführer zur dX). Dieser Blick sollte unter einer „kritischen“ „aktuellen“ Perspektive wichtige Positionen sichten, die in den 1960er Jahren aufkamen und in den letzten 30 Jahren des 20. Jahrhunderts im Kunstgeschehen thematisiert wurden.
Catherine David verknüpfte politische und gesellschaftliche Themen im Ausstellungskonzept der dX und erhob erstmals für die documenta den Anspruch einer globalisierten Betrachtungsweise. Mit diesem Ansatz wurden die ersten Weichen für die internationalisierte documenta11 von Okwui Enwezor 2002 gestellt.

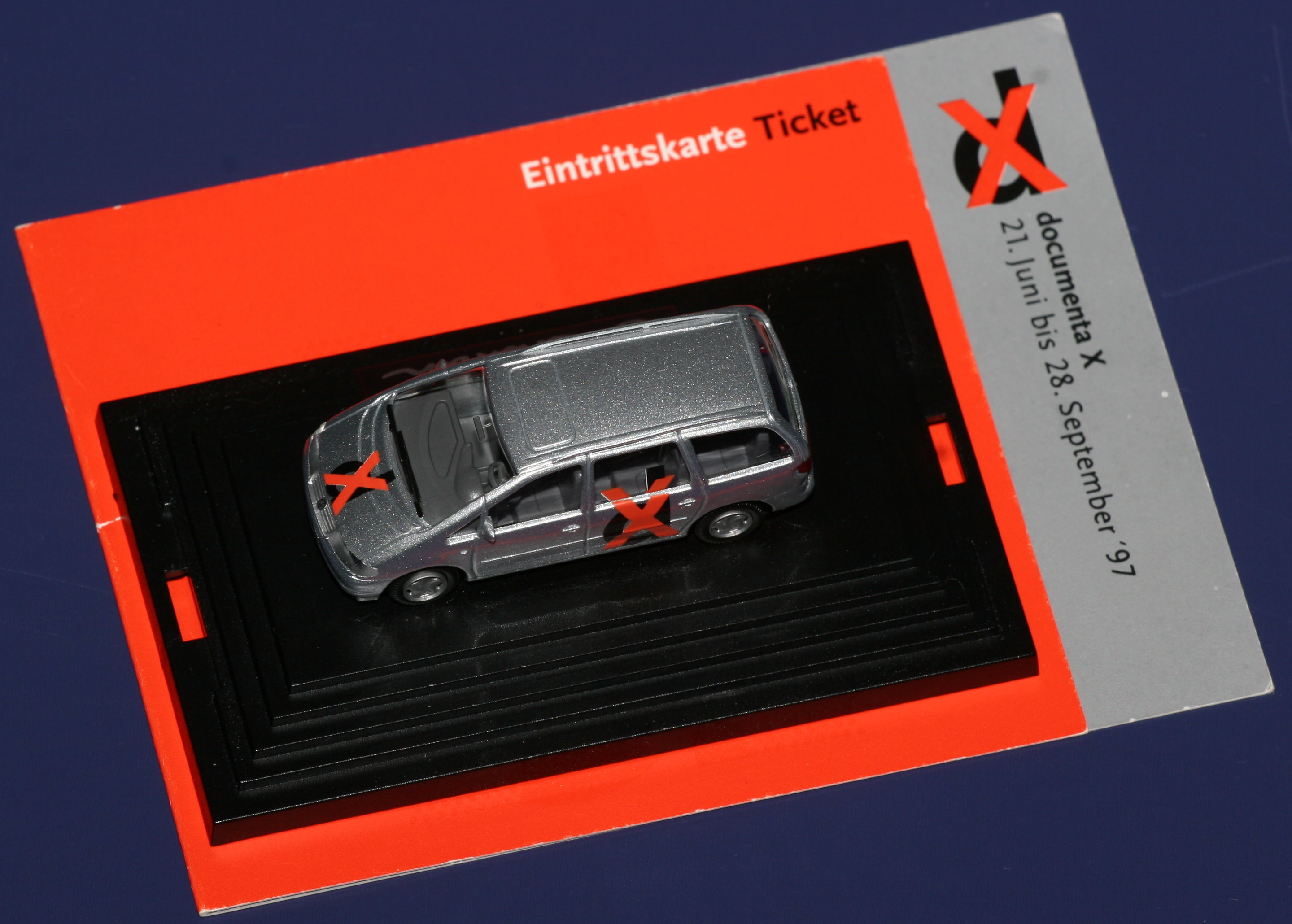
Volkswagen war Förderer der documenta X

Als zweite Ebene zum Ausstellungskonzept wurde die Vortrags- und Veranstaltungsreihe 100 Tage – 100 Gäste platziert. Hier kamen unter anderem Philosophen, Kunstkritiker, Journalisten, Filmemacher, Architekten und Stadtplaner, Psychoanalytiker, Ökonomen und andere Menschen zu Wort, um der eigentlichen Ausstellung einen zusätzlichen theoretischen Rahmen zu verschaffen.
Der Katalog zur documenta X (Idee und Konzeption Catherine David und Jean-François Chevrier) war kein Ausstellungskatalog im eigentlichen Sinne mehr, sondern das buch zur documenta X, Untertitel: Politics – Poetics. Das über 800-seitige Werk ist ein umfangreiches Lesebuch, mit dem der Versuch unternommen wurde, „einen politischen Kontext für die Interpretation von künstlerischer Tätigkeit am Ende des 20. Jahrhunderts abzustecken.“ (Vorwort).
628.776 Besucher konnten sich in Kassel mit der Frage auseinandersetzen, ob die documenta X eine zu „intellektuelle“ Inszenierung war, wie mancher Kritiker der documenta-Leiterin vorwarf.

## Ausstellungsorte
Neu am Ausstellungskonzept der documenta X war die Anlage eines didaktischen Parcours als geführtem Ausstellungsweg. Die Ausstellungs- und Ereignisorte der d10 waren in eine logische Reihenfolge gebracht worden, die am Kulturbahnhof (dem ehemaligen Hauptbahnhof, im symbolischen Sinne eines Ankunftsortes) begann. Im Kulturbahnhof waren der Südflügel des Gebäudes und die Bahnanlagen in die Ausstellung einbezogen. Der Parcours ging weiter durch die Unterführungen des Kulturbahnhofs und der Treppenstraße und entlang der Treppenstraße selbst. Weiter über den Friedrichsplatz wurden die Ausstellungsgebäude Museum Fridericianum, Ottoneum und die documenta-Halle in den Ablaufplan einbezogen. Hinunter zur Karlsaue über die Orangerie endete der Parcours am Fuldaufer mit Martin Kippenbergers Transportablem U-Bahn-Eingang als Antipode zum Startpunkt und symbolischem „Abfahrtsort“.
Die Besucher der documenta 10 bekamen mit dem Kauf einer Eintrittskarte einen Plan mit Wegbeschreibung und Lageplan für den Parcours mitgegeben.

## Kunstwerke
Die Malerei war auf der dX weniger vertreten als auf den vorhergehenden documenten. Auch die Präsenz im Stadtraum über Außenkunstwerke war deutlich zurückhaltender.
Erstmals war das Internet als ein neues Medium für künstlerische Ausdrucksmöglichkeiten vertreten. (Reportage-)Fotografie und die Videokunst nahmen einen breiten Raum ein. Die documenta X wurde durch ein umfangreiches Filmprogramm begleitet.
In der nachbetrachtenden Literatur zur documenta X tauchen immer wieder zwei Werke auf, die offensichtlich symbolisch für die dX stehen: Peter Koglers „Röhren“-Bemalung („Wallpaper“) an Wänden und Decken der (ansonsten fast leeren) documenta-Halle und Gerhard Richters „Atlas“ aus Hunderten von Skizzen, Fotos, Studien und Entwürfen, die für sein eigentliches Gesamtwerk standen.
„Mit der Auswahl der Künstler wollte ich auf keinen Fall irgendeiner Art von visuellem Konsens entsprechen. Meine Absicht war es nah an der Vielfalt der „Tempi“ zu bleiben“ (Catherine David).

## Teilnehmende Künstler
Insgesamt nahmen 121 Künstler an der Veranstaltung teil.
- A Vito Acconci Studio, Robert Adams, Paweł Althamer, Archigram, Archizoom, Art & Language, Aya & Gal
- B Oladélé Ajiboyé Bamgboyé, Lothar Baumgarten, Catherine Beaugrand, Samuel Beckett, Joachim Blank & Karl Heinz Jeron, Ecke Bonk, Florian Borkenhagen, Marcel Broodthaers, Heath Bunting, Charles Burnett, Jean-Marc Bustamante
- C Lygia Clark, James Coleman, Stephen Craig, Jordan Crandall
- D Diedrich Diederichsen, Stan Douglas
- E Ed van der Elsken, Bruna Esposito, Walker Evans, Aldo van Eyck
- F Öyvind Fahlström, Patrick Faigenbaum, Harun Farocki, Feng Mengbo, Fischli/Weiss, Peter Friedl, Holger Friese
- G Daniele Del Giudice, Liam Gillick, Gob Squad, Heiner Goebbels, Dorothee Golz, Dan Graham, Toni Grand, Hervé Graumann, Johan Grimonprez, Ulrike Grossarth
- H Hans Haacke, Raymond Hains, Richard Hamilton, Siobhán Hapaska, Carl Michael von Hausswolff, Michal Heiman, Nigel Henderson, Jörg Herold, Christine Hill, Carsten Höller & Rosemarie Trockel, Christine Hohenbüchler und Irene Hohenbüchler, Edgar Honetschläger, Felix Stephan Huber, Hybrid WorkSpace
- J Jackson Pollock Bar, Wang Jianwei, Jodi (Joan Heemskerk & Dirk Paesmans), Jon Jost
- K On Kawara, Mike Kelley & Tony Oursler, William Kentridge, Martin Kippenberger, Joachim Koester, Peter Kogler, Aglaia Konrad, Rem Koolhaas, Hans-Werner Kroesinger
- L Suzanne Lafont, Sigalit Landau, Maria Lassnig, Jan Lauwers, Jozef Legrand, Antonia Lerch, Helen Levitt, Geert Lovink
- M Chris Marker, Kerry James Marshall, Christoph Marthaler & Anna Viebrock, Gordon Matta-Clark, Steve McQueen, Yana Milev, Mariella Mosler, Jean-Luc Moulène, Reinhard Mucha, Christian Philipp Müller, Matthias Müller, Matt Mullican, Antoni Muntadas
- N Matthew Ngui, Carsten Nicolai, Olaf Nicolai, Udo Noll & Florian Wenz, Stanislas Nordey
- O Hélio Oiticica, Gabriel Orozco
- P Adam Page, Gérard Paris-Clavel, Marc Pataut, Raoul Peck, Marko Peljhan, Michelangelo Pistoletto, Lari Pittman, Philip Pocock, Emilio Prini, Stefan Pucher
- R RadioMentale (Eric Pajot & Jean-Yves Leloup), David Reeb, Gerhard Richter, Liisa Roberts
- S Christoph Schlingensief, Anne-Marie Schneider, Jean-Louis Schoellkopf, Thomas Schütte, Michael Simon, Abderrahmane Sissako, Alison Smithson & Peter Smithson, Alexander Sokurov, Nancy Spero, Wolfgang Staehle, Erik Steinbrecher, Meg Stuart, Hans-Jürgen Syberberg
- T Slaven Tolj, Tunga, Uri Tzaig, Rosemarie Trockel
- V Danielle Vallet Kleiner
- W Martin Walde, Jeff Wall, Marijke van Warmerdam, Lois Weinberger, Franz West, Garry Winogrand, Eva Wohlgemuth / Andreas Baumann
- Y Penny Yassour
- Z Andrea Zittel, Heimo Zobernig

## Die 100 Gäste
- A Ackbar Abbas, Giorgio Agamben, Sadiq al-Azm, Ariella Azoulay
- B Étienne Balibar, Carlos Basualdo, Ulrich Beck, Fethi Benslama, Ulrich Bielefeld, Azmi Bishara, Stefano Boeri, Ginevra Bompiani, Colette Braeckman
- C Cabelo, Ery Camara, Yan Ciret
- D Clémentine Deliss, Diedrich Diederichsen, Corinne Diserens
- E Manfred Eicher, Okwui Enwezor
- F Nuruddin Farah, Michel Fehrer, Alexander García Düttmann
- G Armand Gatti, Peter Gente, Susan George,  Édouard Glissant, Serge Gruzinski
- H Andreas Huyssen
- J Alain Joxe, François Jullien
- K Thomas W. Keenan
- L Philippe Lacoue-Labarthe, Simon Lamunière, Yang Lian, Laurence Louppe, Geert Lovink
- M Chris Marker, Rashid Masharawi, Paulo Mendes da Rocha, Masao Miyoshi, Tierno Monénembo, Carlos Monsiváis, Valentin-Yves Mudimbe
- N Jean-Luc Nancy
- O Michael Oppitz
- P Christos Papoulias, Raoul Peck, Marko Peljhan, Claus Philipp, Michelangelo Pistoletto, Philip Pocock
- R Suely Rolnik, Raoul Ruiz, Michail Kusmitsch Ryklin
- S Edward W. Said, Saskia Sassen, Walter Seitter, Vandana Shiva, Wolf Singer, Edward Soja, Wole Soyinka
- Z François Zourabichvili

## In Kassel verbliebene Kunstwerke

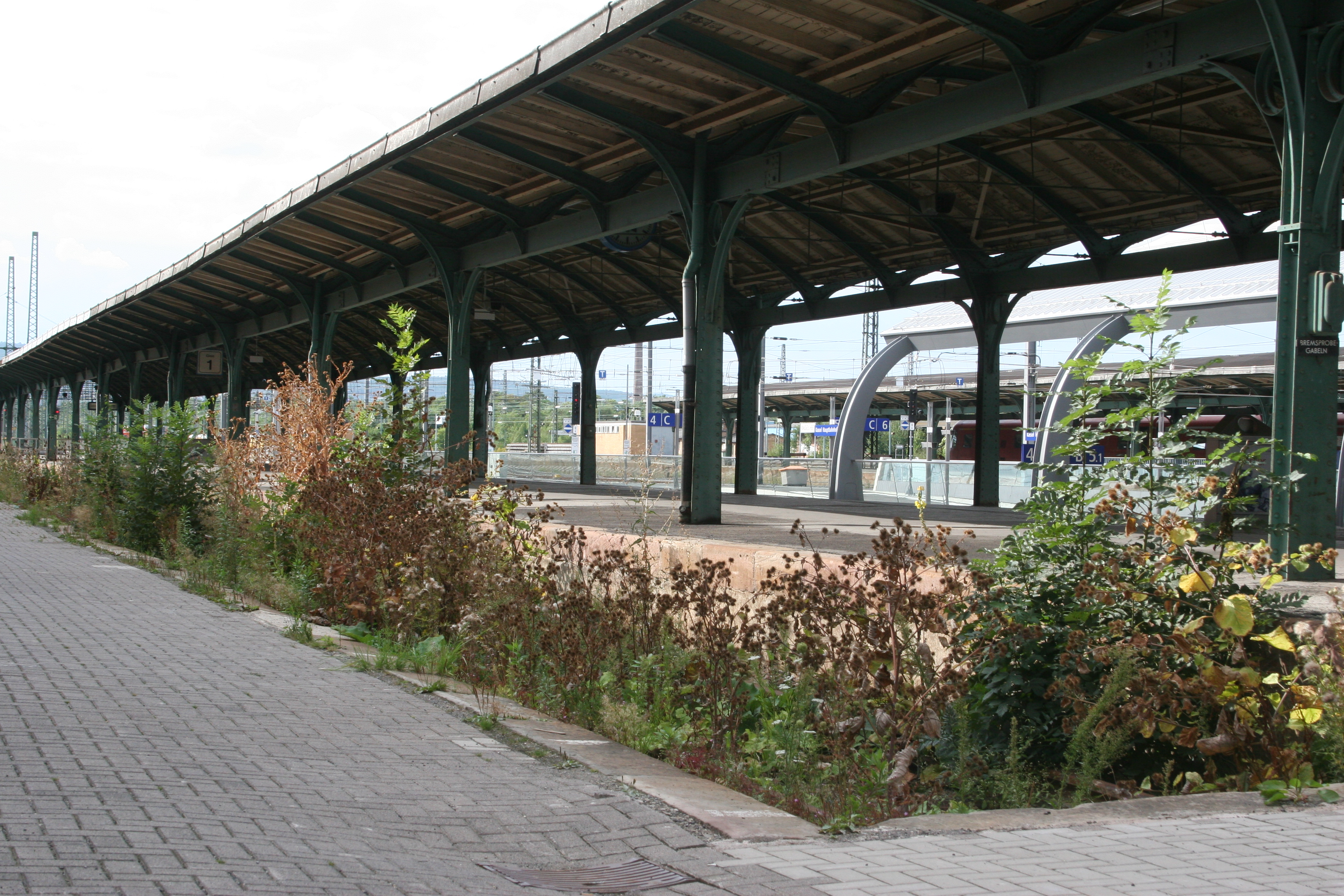
Lois Weinbergers Beitrag zur Documenta X – Situation im Jahr 2008

- Das über Pflanzen / ist eins mit ihnen von Lois Weinberger

Bepflanzung eines Bahngleises mit Neophyten und mit heimischer Vegetation, Länge 100 m; Ort: Kulturbahnhof (Hauptbahnhof), Gleis 1